# 28-cm-Schnelladekanone L/50
Die 28-cm-Schnelladekanone L/50 (28-cm-S.K. L/50) wurde vor dem Ersten Weltkrieg als Schiffsgeschütz entwickelt und kam auf den deutschen Schlachtkreuzern Goeben, Moltke und Seydlitz als Hauptbewaffnung zum Einsatz. Später während des Zweiten Weltkriegs wurden die Geschütze als Küstengeschütze von der Marine-Artillerie der Wehrmacht zum Einsatz gebracht.

## Entwicklung
Die 28-cm-S.K. L/50 basierte im Ursprung auf der 28-cm-S.K. L/45, die für die Ausrüstung der kaiserlichen Großlinienschiffe der Nassau-Klasse bzw. des Schlachtkreuzers Von der Tann verwendet worden waren.
Krupp hatte also bereits einige Erfahrung in der Fertigung der Schiffsgeschütze im 28-cm-Kaliber, als 1909 mit dem Bau der ersten beiden Schiffe mit dieser Bewaffnung begonnen wurde und die Hauptbewaffnung bestellt wurde.
Die Technik kann demnach als ausgreift bezeichnet werden, was sich im erfolgreichen Einsatz während des Ersten Weltkrieges und der Weiterverwendung im Zweiten Weltkrieg zeigt.

## Technik
Das Geschütz ist als Mantelringrohr-Geschütz ausgeführt, bei dem ein Seelenrohr von Ringen und Mantel umfasst wird, um dem großen Druck beim Zünden der Treibladung standzuhalten. Im Aufbau folgen aufeinander das Verschlussstück, ein Hornring, ein Ringstück und das „lange Feld“.
Der Hornring hat zwei hornartige Ansätze, an denen die Kolbenstangen der Rücklaufbremse befestigt werden. Das Ringstück ist anfangs zylindrisch und verjüngt sich dann hin zum langen Feld, das sich schließlich konisch zur Mündung hin verjüngt. Im Verschlussstück findet sich ein Keilloch zur Befestigung des Verschlussblocks, nach hinten führt das Ladeloch und nach vorne die „Seele“. Das Ladeloch hat auf der linken Seite eine Aussparung, welche den Ladevorgang erleichtern soll. Die Seele ist unterteilt in einen glatten und gezogenen Teil, wobei der konische Kartuschenraum im glatten Teil liegt. Im gezogenen Teil befinden sich die Züge, die dem Geschoss den Drall zur Stabilisierung der Flugbahn geben.
Der Verschluss ist als Krupp-Schnelllade-Flachkeilverschluss ausgeführt, dessen Mechanismus mehrere Funktionen umfasst. Beim Öffnen wird der Verschluss automatisch für die nächste Schussauslösung gespannt. Beim gleichen Vorgang wird die Kartuschenhülse durch einen Mechanismus ausgeworfen. Der Verschluss kann ohne Werkzeug zerlegt werden. Schlagbolzen und Schlagbolzenfeder können leicht ausgewechselt werden. Die für eine Schnellladekanone vorteilhafte Verschlusstechnik erforderte für die Abdichtung des Laderaums die Verwendung von Treibladungshülsen, um den Austritt von Verbrennungsgasen zu vermeiden. Das Rohr hatte ein Gewicht von 41,5 Tonnen und eine Gesamtlänge von 14,15 Metern.

## Einsatz

### Schiffsgeschütze

#### Deutsches Kaiserreich
Details:
- Moltke-Klasse: Zwei Schiffe mit einer Hauptbewaffnung mit fünf Doppeltürmen (2 × 28 cm), davon ein Turm auf dem Vorderdeck, zwei auf dem Achterdeck, davon einer überhöht und zwei in versetzter Seitenaufstellung  (Moltke – Selbstversenkung am 21. Juni 1919 in Scapa Flow / Goeben – ab August 1914 unter osmanischer Flagge als Yavuz Sultan Selim und 1926 von der Türkischen Marine übernommen)
- Seydlitz: Einzelschiff mit einer Hauptbewaffnung mit fünf Doppeltürmen (2 × 28 cm), davon ein Turm auf dem, gegenüber der Moltke-Klasse erhöhten, Vorderdeck, zwei auf dem Achterdeck, davon einer überhöht und zwei in versetzter Seitenaufstellung  (Selbstversenkung am 21. Juni 1919 in Scapa Flow)

### Küstenartillerie
Wie für andere Schiffsbewaffnungen auch, wurden von den 28-cm-S.K. L/50 mehr Rohre gebaut, als für die Bestückung der Schiffe erforderlich waren. Es handelte sich dabei um die etatmäßigen Reserverohre. Nach der Skagerrakschlacht wurde der Küstenschutz verstärkt und es wurden Batterien mit Schiffsgeschützen an der Nord- und Ostsee stationiert. Für den Einsatz an Land wurden die Bettungsschießgerüste (B-Gerüste) geschaffen, die in der Lage waren, diverse großkalibrige Marine-Kanonen aufzunehmen. Alle mit dem Geschütz bestückten Schiffseinheiten waren nach dem Kriegsende verlorengegangen bzw. an andere Staaten abgegeben worden, eine Weiterverwendung im Küstenschutz bot sich an, da kein Bedarf an Ersatzrohren mehr bestand.

#### Weimarer Republik
1902 hatte Kaiser Wilhelm Borkum zur Seefestung erklärt und die Stationierung von Artillerie veranlasst. In einem Manöver 1908 wurde festgestellt, dass die Geschützmannschaften, die immer nur vorübergehend zum Schießen nach Borkum kamen, aufgrund der Gezeiten nicht rechtzeitig eintrafen. Daraufhin wurden zwei Batterien dauerhaft ausgebaut. Die sogenannte Wiesen- und Watt-Batterie wurde später zu der für große Geschütze. Während der Weimarer Republik erhielt diese als Ausstattung 28-cm-S.K. L/50.

#### Deutsches Reich
Das Oberkommando der Marine führte eine Liste über die Verwendung von Geschützen die zur Küstensicherung verwendet wurden: „Liste der schweren Schießgerüste, Küstendrehscheibenlafetten und Türme“. Per Stand vom 20. August 1943 wurden folgende 28-cm-S.K. L/50 aufgeführt.

##### Batterie „Coronel“
Vor dem Beginn des Zweiten Weltkrieges wurden die vier 28-cm-S.K. L/50 auf Borkum stationiert. Im Nordwesten der Insel sicherten sie, als sogenannte Friedensaufstellung, weitreichend (38 km Reichweite) die westlichste der Ostfriesischen Inseln. Nach dem Beginn des Krieges und der Besetzung der Niederlande wurden zwei Geschütze der Batterie, bis diese durch drei 28-cm-SK C/34 der Gneisenau ersetzt wurden, auf der Halbinsel de Beer am Hoek van Holland zum Schutz des Rotterdamer Hafens eingesetzt. Danach erfolgte die Zurückverlegung nach Borkum.

##### Batterie „Großer Kurfürst“
Die Friedensaufstellung der Batterie war in Pillau, heute Baltijsk, an der Ostsee. Als großer Marinestützpunkt mit Seefliegern, Minensuchbooten und U-Booten und kritischer, maritimer Zugangspunkt für die Städte Königsberg, Elbing und Braunsberg mit denen die Stadt durch den ganzjährig befahrbaren Königsberger Kanal verbunden war, sah man den Bedarf auch seeseitig schwere Geschütze zur Verteidigung zu positionieren. Nachdem mit der Sowjetunion ein Nichtangriffsabkommen geschlossen war, wurden Geschütze nach der Eroberung Frankreichs an die Kanalküste nach Cap Gris Nez, an die engste Stelle des englischen Kanals gebracht, um den Schiffsverkehr auf dem Kanal zu unterbinden und die englische Südküste zu beschießen. Die Geschütze wurden in vier einzelnen Panzertürmen (Küstenlafette C/37) montiert, die um 360° gedreht werden konnten.